# Trevor Kronemann
Trevor Kronemann, né le 3 septembre 1968 à Edina, est un joueur de tennis américain.
Il a remporté 6 titres et perdu 5 autres finales en double, notamment avec David Macpherson. Il a atteint la 19e place mondiale en double au classement ATP en 1995.

## Palmarès

### Titres en double messieurs
| No | Date       | Nom et lieu du tournoi                          | Catégorie           | Dotation  | Surface      | Partenaire       | Finalistes                       | Score         |          |
| -- | ---------- | ----------------------------------------------- | ------------------- | --------- | ------------ | ---------------- | -------------------------------- | ------------- | -------- |
| 1  | 13-04-1992 | USTA Men's Clay Courts of Tampa Tampa           | World Series        | 235 000 $ | Terre (ext.) | Mike Briggs      | Luiz Mattar Andreï Olhovskiy     | 7-6, 6-7, 6-4 |          |
| 2  | 12-04-1993 | US Men's Clay Court Championship Charlotte (NC) | World Series        | 275 000 $ | Terre (ext.) | Rikard Bergh     | Javier Frana Leonardo Lavalle    | 6-1, 6-2      |          |
| 3  | 27-02-1995 | MassMutual Tennis Championships Scottsdale      | World Series        | 303 000 $ | Dur (ext.)   | David Macpherson | Luis Lobo Javier Sánchez         | 4-6, 6-3, 6-4 |          |
| 4  | 10-04-1995 | Trofeo Conde de Godó Barcelone                  | Championship Series | 775 000 $ | Terre (ext.) | David Macpherson | Andrea Gaudenzi Goran Ivanišević | 6-2, 6-4      |          |
| 5  | 01-05-1995 | BMW Open Munich                                 | World Series        | 400 000 $ | Terre (ext.) | David Macpherson | Luis Lobo Javier Sánchez         | 6-3, 6-4      | Parcours |
| 6  | 12-02-1996 | Sybase Open San José                            | World Series        | 303 000 $ | Dur (int.)   | David Macpherson | Richey Reneberg Jonathan Stark   | 6-4, 3-6, 6-3 |          |

### Finales en double messieurs
| No | Date       | Nom et lieu du tournoi             | Catégorie    | Dotation  | Surface      | Vainqueurs                       | Partenaire       | Score         |          |
| -- | ---------- | ---------------------------------- | ------------ | --------- | ------------ | -------------------------------- | ---------------- | ------------- | -------- |
| 1  | 13-06-1994 | Manchester Open Manchester         | World Series | 290 000 $ | Gazon (ext.) | Rick Leach Danie Visser          | Scott Davis      | 6-4, 4-6, 7-6 |          |
| 2  | 09-01-1995 | Peters New South Wales Open Sydney | World Series | 303 000 $ | Dur (ext.)   | Todd Woodbridge Mark Woodforde   | David Macpherson | 7-6, 6-4      | Parcours |
| 3  | 08-07-1996 | Suisse Open Gstaad                 | World Series | 525 000 $ | Terre (ext.) | Jiří Novák Pavel Vízner          | David Macpherson | 4-6, 7-6, 7-6 |          |
| 4  | 16-06-1997 | Heineken Trophy Bois-le-Duc        | World Series | 475 000 $ | Gazon (ext.) | Jacco Eltingh Paul Haarhuis      | David Macpherson | 6-4, 7-5      |          |
| 5  | 07-07-1997 | Suisse Open Gstaad                 | World Series | 525 000 $ | Terre (ext.) | Ievgueni Kafelnikov Daniel Vacek | David Macpherson | 4-6, 7-6, 6-3 |          |

## Parcours en Grand Chelem

### En double mixte
| Année | Open d'Australie              | Open d'Australie                | Roland-Garros | Roland-Garros | Wimbledon | Wimbledon | US Open | US Open |
| 1996  | 2e tour (1/8) Manon Bollegraf | Larisa Savchenko Mark Woodforde |               |               |           |           |         |         |

Sous le résultat, la partenaire ; à droite, l'ultime équipe adverse.